# ヴィクトル・ゴメス
- ヴィクター・ゴメス

ヴィクトル・ミゲル・デ・フレイタス・ゴメス（英: Victor Miguel de Freitas Gomes、1982年12月15日 - ）は、南アフリカ共和国・ヨハネスブルグ出身のサッカー審判員。

## 来歴
2008年からプレミアサッカーリーグ (PSL) の審判を務め、2012-13年シーズンと 2017-18年シーズンにPSL最優秀審判員に選ばれ、2011年からは国際サッカー連盟に国際審判員として登録されている。
2018年、ゴメスはナイジェリアのプラトー・ユナイテッドFCとアルジェリアのUSMアルジェの間で争われるCAFコンフェデレーションカップの試合を担当するにあたり、30万ランド以上の賄賂を提示されたがこれを拒否し、贈賄の事実を南アフリカ共和国サッカー協会 (SAFA) に報告し、SAFAはこれを評価。国内キャンペーンの終了時に、PSL最優秀審判員に再びノミネートされた。
彼は2019年と2021年のアフリカネイションズカップで主審を務め、2021年大会では決勝のセネガル対エジプト戦の主審を務めた。2022年FIFAワールドカップでは、グループE第三戦日本対スペインの主審を務めた。